# 李士竑
李士竑（1633年—？），號廣菴，湖廣德安府雲夢縣籍，漢陽府漢川縣人，清朝政治人物。

## 生平
順治十一年（1654年）甲午科湖廣鄉試第五十六名舉人，十六年（1659年）中式己亥科會試第三十五名，二甲第三十一名進士。吏部觀政。

## 家族
曾祖李信；祖父李天吉；父李燦，天啟七年經魁，沅陵縣教諭。母劉氏。